# Mind the gap

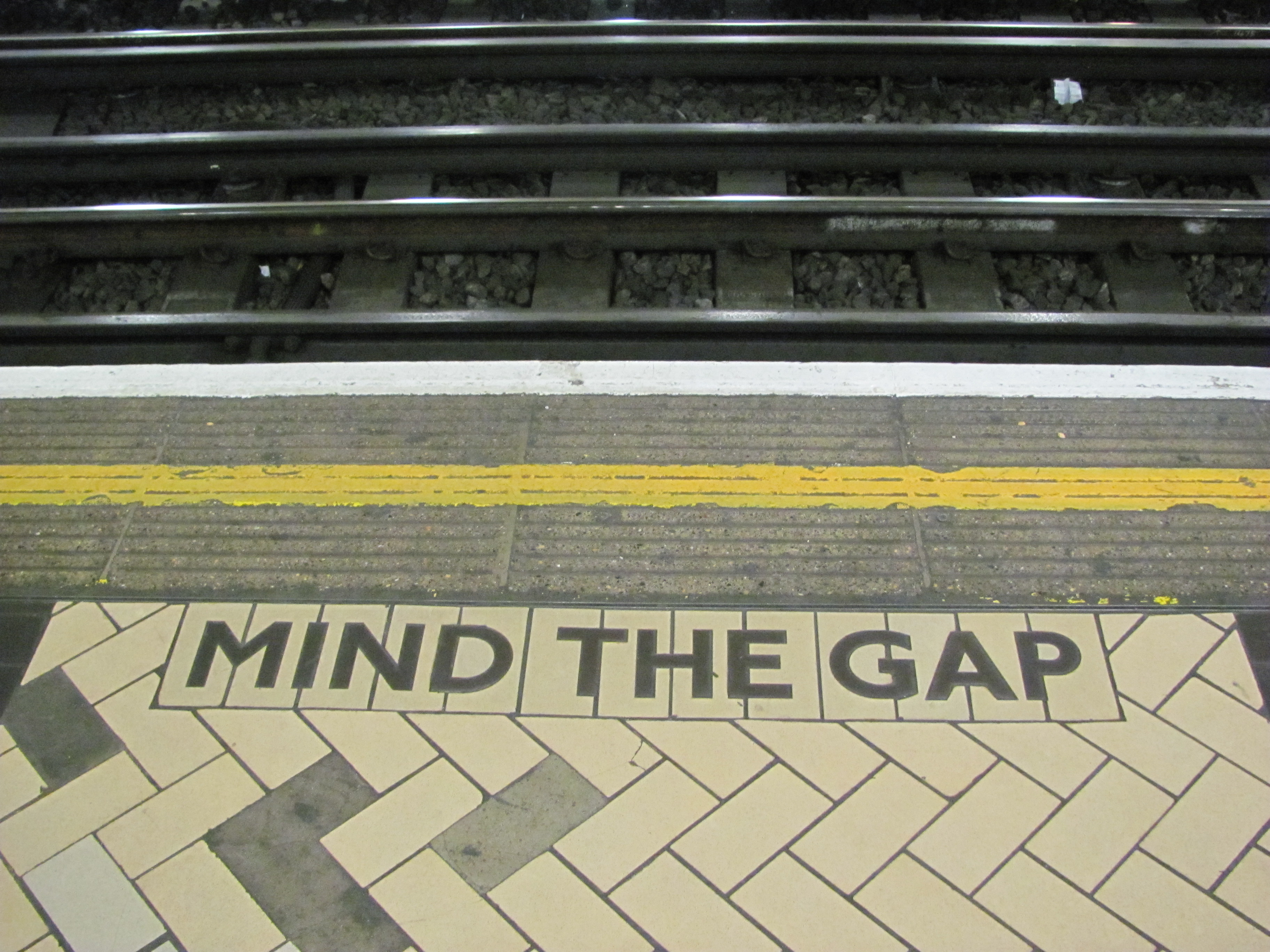
„Mind the gap” na peronie stacji Victoria w Londynie

Mind the gap – komunikat dźwiękowy lub wizualne ostrzeżenie skierowane do pasażerów kolei podziemnej, aby zachować ostrożność podczas przekraczania odstępu między pociągiem, a peronem. Wyrażenie to można przetłumaczyć jako „Uwaga na odstęp pomiędzy peronem a pociągiem”, natomiast bardziej ogólnie znaczy „Proszę zachować ostrożność przy wsiadaniu do pociągu/ wysiadaniu z pociągu”.
Ostrzeżenie wprowadzono po raz pierwszy w londyńskim metrze w 1969 roku. Dziś to jeden z najpopularniejszych komunikatów świata, popularny wśród turystów ze względu na znaczenie słowa „mind” w brytyjskiej odmianie języka angielskiego („uważać na”), które w amerykańskim angielskim w dużej mierze przestało funkcjonować.

## Pochodzenie

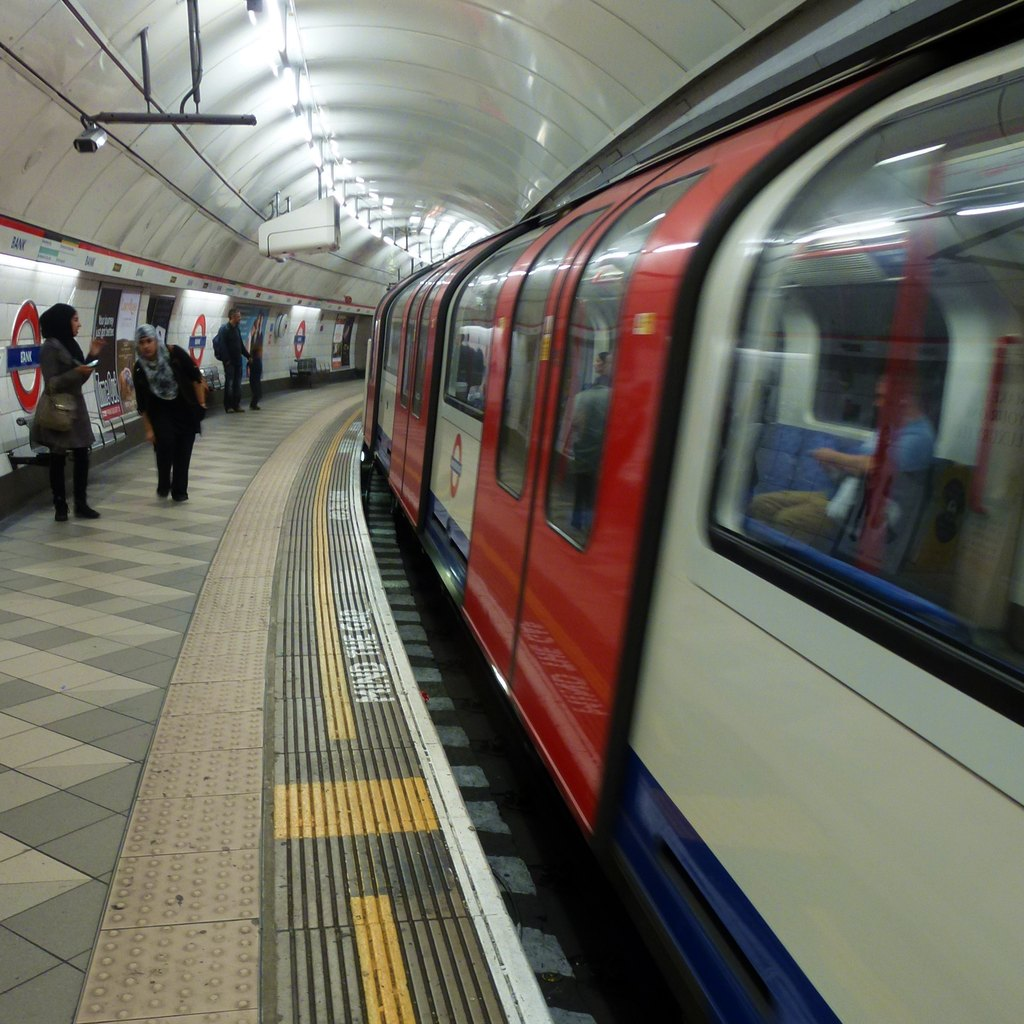
Stacja metra Bank w Londynie. Odległość między pociągiem, a peronem (krawędź wyznaczona przez białą linię) wynosi około 30 cm.

Wyrażenie „mind the gap” wprowadzono w około 1968 roku. Dotychczas pasażerów ostrzegała obsługa pociągów i stacji, niemniej jednak to rozwiązanie było mało praktyczne. Postanowiono wprowadzić zautomatyzowane komunikaty, które umożliwiały wielokrotne odtwarzanie nagranych wcześniej wiadomości.
Sprzęt został dostarczony przez AEG Telefunken. Według dziennika brytyjskiego The Independent on Sunday inżynier dźwięku i właściciel studia nagraniowego, Peter Lodge, nagrał pierwsze komunikaty „Mind the gap” oraz „Stand clear of the doors, please” („Proszę odsunąć się od drzwi”). Jednak nalegał on na tantiemy, a więc komunikaty musiały zostać ponownie nagrane. Głos Oswalda Laurence’a słychać było na wielu stacjach w całej sieci londyńskiego metra. Emma Clarke udzieliła głosu do nagrania ostrzeżeń wygłaszanych na liniach Bakerloo oraz Central. Tim Bentinck nagrał komunikaty dla linii Piccadilly. A Keith Wilson może zostać usłyszany na wielu stacjach, między innymi Paddington.

## Użyteczność
Problem dużych odstępów pomiędzy peronem a pociągiem dotyczy przede wszystkim starszych stacji, zbudowanych na sporych łukach. Środkowe bądź skrajne części wagonu są wówczas znacznie oddalone od krawędzi. Najszerszy odstęp wynosi około 450 mm. Na przykład perony stacji Bank (linia Central) zbudowane zostały bezpośrednio pod ulicami, przez co uniknięto wysokich kosztów budowy, niemniej jednak układ dróg wymusił powstanie ciasnych łuków.
Przebudowa starszych stacji byłaby niezwykle skomplikowana i kosztowna, prowadzono też rozmowy na temat możliwości niwelowania luk, które okazały się niewygodne i niebezpieczne. Na peronach zostały namalowane więc specjalne oznaczenia, a obsługa stacji ostrzegała pasażerów o niebezpieczeństwie.
Kiedy wprowadzono cyfrowy zapis dźwięku komunikat włączał się automatycznie w momencie wjazdu pociągu na stację poprzedzony gongiem. Czterokrotnie nadawano „Mind the gap”, potem następowało „Stand clear of the doors, please!”. Charakterystyczny był sposób w jaki wymawiano ten komunikat, wyraźnym i nieznoszącym sprzeciwu głosem.

## Oswald Lawrence
Ostrzeżenia, które nagrał Oswald Lawrence zaczęły być stopniowo wymieniane na inne nagrania, aż w końcu w listopadzie 2012 roku zostały usunięty ze wszystkich stacji. Zmiana ta, tak naprawdę niezauważona przez użytkowników metra, skłoniła wdowę po zmarłym w 2007 r. aktorze Oswaldzie Laurensie do napisania prośby do TfL o przesłanie kopii usuniętego nagrania.
Margaret McCullum często odwiedzała stację Embankment (ostatnią, która używała nagrania Lawrence’a), aby usłyszeć głos swojego zmarłego męża, dopóki nie zjawiła się w dniu 1 listopada 2012 roku, aby odkryć, że go nie ma. „Odkąd zmarł, siadałam i czekałam na przyjazd kolejnego pociągu, aż usłyszałam jego głos”, powiedziała BBC w 2013 roku. „W dniu 1 listopada nie było go tam, byłam po prostu oszołomiona, że Oswalda już tam nie było”.
Historia ta ogromnie poruszyła władze metra, które postanowiły nie tylko przesłać kobiecie kopię nagrania, ale również przywrócić komunikat. Od marca 2013 roku pasażerowie korzystający ze stacji Embankment na linii Northern są ostrzegani oryginalnym, ponad 40-letnim komunikatem „Mind the gap”.